# Kirche Oberkreuschlach

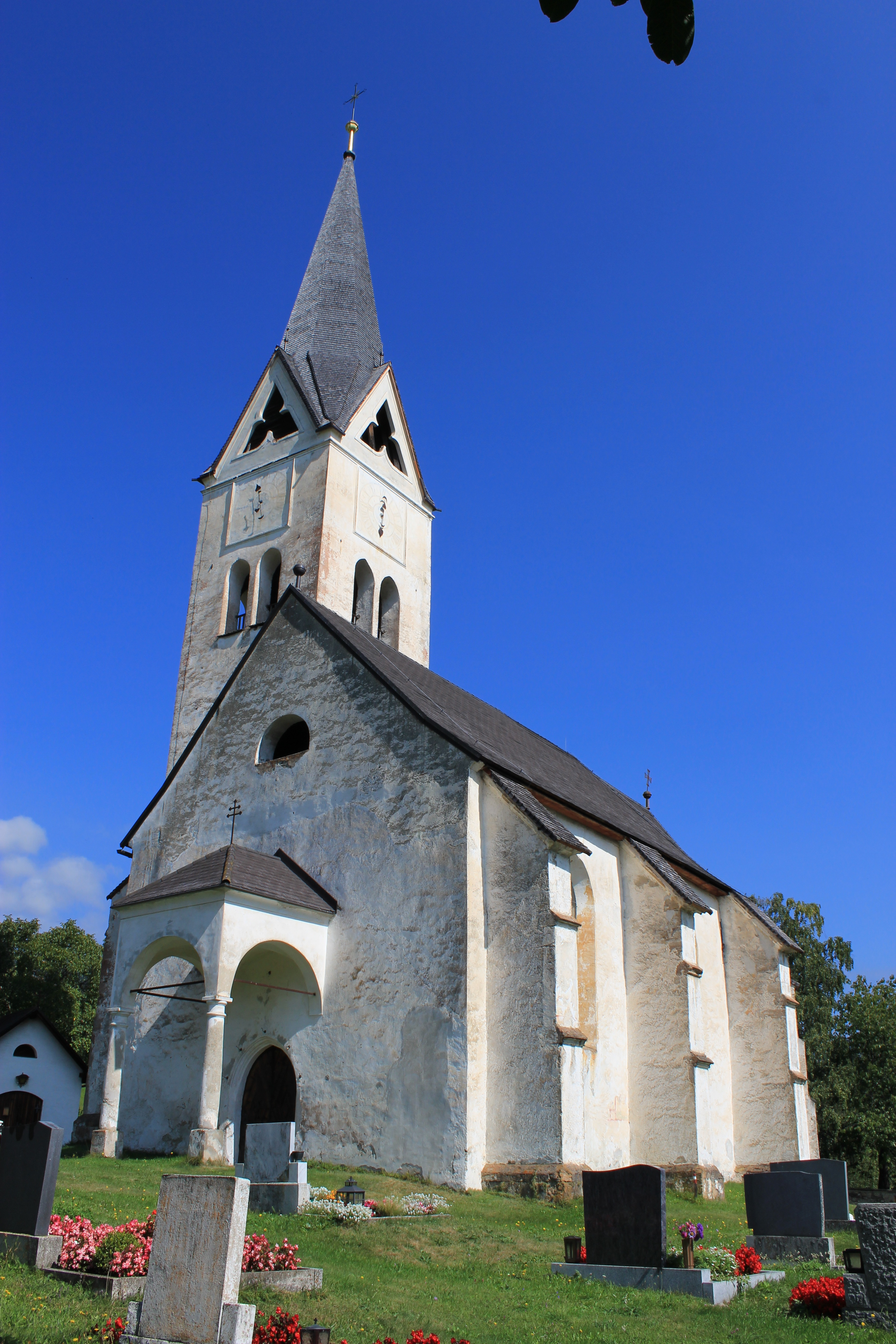
Kirche in Oberkreuschlach

Die römisch-katholische Kirche in Oberkreuschlach in der Stadtgemeinde Gmünd in Kärnten ist dem heiligen Bartholomäus geweiht. Sie ist eine Filialkirche der Pfarrkirche Gmünd in Kärnten.

## Geschichte
Die 1518 errichtete Kirche wurde 1690  durch ein Erdbeben beschädigt und 1691 wiederhergestellt.

## Bauwerk
Der schlichte, spätgotische Bau wird an Chor und Langhaus von zweifach abgetreppten Strebepfeilern gestützt. Ein schlanker Kirchturm steht nördlich des Langhauses. Der gotische Turm mit rundbogigen Doppelschallfensten wurde im Dachbereich an Giebeln und Spitzhelm barock erneuert. An den Außenwänden sind schlecht erhaltene Fresken, darunter ein heiliger Christophorus, zu sehen. Das spitzbogige, zart profilierte Westportal wird von einem barocken Vordach auf zwei Säulen geschützt. Das Gewölbe des Chores mit 5/8-Schluss sowie die Chorfenster wurden nach dem Erdbeben 1690 erneuert. Aus dieser Zeit, der Spätgotik, stammen der spitzbogige Triumphbogen, das Netzrippengewölbe des zweijochigen Langhauses, die eingezogenen Pfeiler mit runden Wandvorlagen und die beiden Spitzbogenfenster an der Südseite. Die Schlusssteine im Langhaus haben Drei- und Vierpaßformen. In der Nordwand des östlichen Langhausjochs führt eine Rundbogentür in die Sakristei im Turmerdgeschoß. Darüber ist ein Treppenzugang zum Turm. Das Freskenfragment neben der Sakristeitür, um 1518 entstanden, zeigt die Bischöfe Rupert und Virgil.

## Ausstattung
Der Hochaltar vom Ende des 17. Jahrhunderts ist ein Säulenädikulaaltar mit reichem Akanthusrankenwerk. Am Mittelbild des Altars ist der heilige Bartholomäus und Szenen aus seinem Leben dargestellt, am Oberbild die Heilige Dreifaltigkeit. Über den Opfergangsportalen stehen Statuen der Pestheiligen Sebastian und Rochus. Die Seitenaltäre sind gleichartig gefertigt. Das linke Altarblatt zeigt Maria vom Siege, das rechte den heiligen Nepomuk. An der nördlichen Chorwand steht ein Altaraufsatz mit einem Mariahilfbild.
Die Kanzel aus dem letzten Viertel des 17. Jahrhunderts zeigt auf den Brüstungsfeldern des Kanzelkorbes die gemalte Darstellung der vier Evangelisten. Am Übergang vom Kanzelkorb zum Stiegengeländer ist eine Hand mit Kruzifix angebracht. Auf dem Schalldeckel steht die Figur eines Posaune blasenden Engel. An der Unterseite schwebt vor einem Strahlenkranz eine plastische Heilig-Geist-Taube.
Am Chorgitter von 1721 ist das Lodronsche Wappen zu sehen. Folgende Konsolfiguren aus dem 18. Jahrhundert sind in der Kirche: die Heiligen Petrus und Paulus im Chor und die Heiligen Johannes Nepomuk und Andreas im Langhaus.